# 皮膚炎

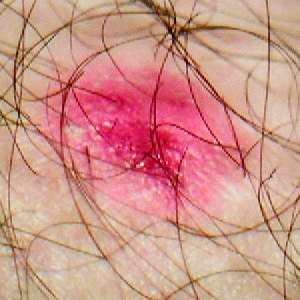
湿疹

皮膚炎（ひふえん）とは、皮膚に起こる炎症のこと。湿疹（英: Eczema）ともいう。
湿疹の特徴として「外見上、多様性に富む固疹が、時間的にも状態的にもみられる」「病理学的にリンパ球などの炎症細胞浸潤がみられること」などがあげられるが、統一した定義をつけることが困難な概念である。外見の変化を専門的には湿疹の三角形という。
湿疹とは病態（動き）を示す言葉であり、ある湿疹を診た時に、発疹が起こっているとはいうことができるが、発疹を診てこれは湿疹だいうことはできない（同じことが蕁麻疹でもいうことができる）。皮膚に起こる形態的徴候は皮膚科学の言葉で発疹として別に定義されている。

## 湿疹の三角形（湿疹三角）
湿疹の三角形は、湿疹として生じる固疹の形態（紅斑、漿液性丘疹、小水疱、膿疱、びらん、痂皮、落屑、治癒）を、通常とりうる経過を加えて表現した図である。慢性化する、すなわち治癒しなかった場合は皮膚の肥厚、苔癬化を呈する内容も加えられている。経過が一定ではなく様々なパターンをとることが分かる。一方、病因論的に見ると典型的湿疹は接触皮膚炎である。
湿疹の経過は多様であるので、必ずしもそうとは言い切れないが典型的な経過をまとめてみる。まず炎症がおこり毛細血管が拡張する、この状態を紅斑 という。細静脈から滲出が進み皮膚が膨らんでくる、この状態を滲出性丘疹 という。さらに滲出が進むと小水泡となる。炎症細胞の量が増えてくれば膿疱 となる。膿疱は細菌性皮膚炎でも特徴的だが、細菌がいなくても炎症細胞が増えれば起こしえる。やがて大きくなった水泡や膿疱は破れて湿潤（またはびらん）となる。滲出した滲出液が固まれば瘡蓋のようになる、これを結痂 という。そして炎症がおこり形態変化を起こした皮膚もいずれ新陳代謝で消えてなくなろうとする、これが落屑 である。落屑までいけば大抵は治癒になるのだが、皮膚の構造が粗く硬く変化してしまうことがある、これが苔癬化 であり、表皮が肥厚し、粗い皮膚構造が特徴的である。似た言葉に苔癬 という言葉があるが、これは一定範囲内の丘疹の集簇であり苔癬化とはまったく異なる概念である。扁平苔癬などが有名である。
まとめとして語句を整理する。
- 紅斑：炎症の始まりとして、血流が亢進した状態。
- 滲出性丘疹：表皮の炎症によって海綿状態がおこった状態。
- 小水疱：滲出性丘疹の内部に、より滲出液が貯留する状態。
- 膿疱：水疱内に炎症細胞が多く入り、肉眼的に濁りを認める状態。
- 湿潤：小水疱や膿疱が破れ、液体成分が漏出した状態。
- 結痂：漏出した滲出液が固まった状態。
- 落屑：障害をうけた表皮細胞が脱落した状態。
- 苔癬化：炎症が繰り返されて、表皮が反応性に肥厚した状態。

湿疹の三角形には含まれないが、湿疹でみられるもの。
- 丘疹
- 結節

## 湿疹を伴う疾患
- アトピー性皮膚炎
- 脂漏性皮膚炎
- 接触性皮膚炎
- 貨幣状湿疹
- 痒疹（注意：正式な概念としては成立していないが、同じ症状・経過をもつ疾患群としてまとめることが可能であり別記とする）

## 急性湿疹と慢性湿疹
湿疹に関しても急性と慢性の分類がある。急性湿疹はかぶれである接触性皮膚炎、赤ちゃんの顔にできる脂漏性皮膚炎、老人の下腿に好発する貨幣状湿疹が含まれる。これらは治癒の転帰をたどりやすい。アトピー性皮膚炎は慢性湿疹に分類され苔癬化の転帰をとりやすい。

## 湿疹の鑑別診断
湿疹と間違いやすい疾患としてページェット病、有棘細胞癌などがあげられる。また、湿疹の治療は基本的にステロイド外用薬であるので寄生体疾患（ウイルス、細菌、医動物）によるものは除外する必要がある。
汗疹（あせも）は、湿疹の一種ではない。湿疹の特徴といえる湿疹3角形に示されるような多様性を保持しておらず、単一の発疹のみを特徴とする。